# Blumfeld
I Blumfeld sono stati uno dei maggiori gruppi rock tedeschi, tra gli esponenti principali della cosiddetta Hamburger Schule.

## Storia della band
Jochen Distelmeyer, André Rattay e Eike Bohlken, ex-membri delle band da poco sciolte Der Schwarze Kanal e Bienenjäger, fondano ll gruppo  ad Amburgo nel 1990. La band pubblica il primo singolo, "Ghettowelt", nel 1991, e il primo album Ich-Maschine l'anno successivo. Accolto con grande interesse da parte della critica, nel 1994 pubblica il secondo album L'Etat Et Moi (gioco di parole che trae spunto da una celebre espressione di Luigi XIV di Francia) per l'etichetta inglese Big Cat.
Il terzo album Old Nobody segna l'uscita del gruppo di Bohlken, sostituito da Peter Thiessen, nonché una decisa svolta stilistica, che rinuncia al rock puro dei primi due album e abbraccia un sound più soft e vicino all'easy listening. Insieme agli album successivi, il cambio di stile garantisce un grande successo commerciale per la band.
Nel 2002 Thiessen lascia il gruppo, mentre nel 2007 viene annunciato lo scioglimento della band. Nel 2014 per il ventennale dell'uscita di L'Etat Et Moi il gruppo si riunisce per un tour di addio.

## Formazione
- Jochen Distelmeyer -  voce, chitarra (1990–2007)
- André Rattay - batteria, vibrafono (1990–2007)
- Eike Bohlken - basso (1990–1996)
- Peter Thiessen - basso (1996–2002)
- Michael Mühlhaus - tastiere, vibrafono, sintetizzatore, basso (1998–2005)
- Lars Precht - basso (2005–2007)
- Vredeber Albrecht - tastiere (2003–2007)

## Discografia

### Studio album
| Anno | Titolo              | Classifica | Classifica | Classifica |
| Anno | Titolo              | GER        | AUT        | SWI        |
| ---- | ------------------- | ---------- | ---------- | ---------- |
| 1992 | Ich-Maschine        | —          | —          | —          |
| 1994 | L'Etat Et Moi       | 98         | —          | —          |
| 1999 | Old Nobody          | 17         | —          | —          |
| 2001 | Testament der Angst | 6          | 20         | —          |
| 2003 | Jenseits von Jedem  | 7          | 18         | 80         |
| 2006 | Verbotene Früchte   | 21         | 43         | —          |

### Raccolte
- 2002: Die Welt ist schö
- 2007: Ein Lied mehr – The Anthology Archives Vol. 1

## Videografia
- 2007: Nackter als Nackt/Live in Berlin